# Hemeroblemma encausticata
Hemeroblemma encausticata là một loài bướm đêm trong họ Erebidae.